# 果醬 (關西傑尼斯8專輯)
《果醬》（ジャム）為日本男偶像團體關西傑尼斯8的第9張專輯。2017年6月28日由INFINITY RECORDS發行。

## 概要
關8隔了1年又7個月、眾所盼望的全新專輯，除了收錄於2015年12月發行、由REKISHI(池田貴史)製作的「武士頌」到最新單曲「塗鴉BEAT」共5首單曲之外，也將收錄多首由因朝日電視台常態節目「關JAM 完全燃SHOW」而有所交流的大牌歌手、製作人提供的新歌！花費1年又7個月的時間，灌入關8的一切，並使它熟成的最高級「果醬」終於發行！

【初回限定盤A】DVD收錄新歌「青春的全部」音樂錄影帶，以及團員流露平常不展現出來的一面之幕後紀錄片「懷刀」；CD另外收錄由丸山隆平、安田章大、錦戶亮、大倉忠義演唱的「懷舊鄉愁」。【初回限定盤B】DVD收錄新歌「今」音樂錄影帶，以及與富士電視台常態節目「關8編年史」合作策劃，由團員在拍攝音樂錄影帶時，各自拿攝影機互拍的趣味影像「團員互拍幕後花絮」；CD另外收錄由橫山裕、澀谷昴、村上信五演唱的「Answer」。而【普通盤】則另外收錄澀谷昴創作的「活下去」、安田章大創作的「JAM LADY」、錦戶亮創作的「Traffic」三首歌曲。

## 成績
根據2017年7月10日發表的Oricon公信榜，這張專輯以32.7萬的銷量成績獲得該周的周榜冠軍，與此同時，《果醬》亦刷新了關8專輯中最高的首週銷量紀錄,成為關8現時最暢銷的專輯。

## 收錄曲

### 初回限定盤A
CD
1. 罪與夏（罪と夏）
  - 作詞：高木誠司；作曲：Dr.Dalmatian；編曲：Dr.Dalmatian、久米康嵩
2. 今
  - 作詞・作曲：akira nise、編曲：菅野洋子
3. DO NA I
  - 作詞:石渡 淳治/作曲、編曲:蔦谷好位置
4. 塗鴉BEAT（なぐりガキBEAT）
  - 作詞・作曲：TAKESHI、編曲：大西省吾
    - 電影『破門 瘟神二人組』主題曲
5. 迎向夢的歸途（夢への帰り道）
  - 作詞:比嘉栄昇(BEGIN)/作曲:島袋優(BEGIN)/編曲:大西省吾
6. 超尺度（えげつない）
  - 作詞、作曲、編曲:岡崎体育
7. 展望
  - 作詞:SHIKATA/作曲:SHIKATA、GRP/編曲:野間康介
    - 動畫『魔物獵人物語 RIDE ON』主題曲
8. Never Say Never
  - 作詞、作曲:安田章大/編曲:久米康嵩
    - 電影『蜘蛛人：返校日』日語配音版主題曲
9. 武士頌（侍唄）
  - 作詞、作曲、編曲:池田貴史
    - TV朝日系列頻道週五夜間連續劇『武士老師』主題曲
10. S.E.V.E.N 倒下　E.I.G.H.T 再起（S.E.V.E.N 転び　E.I.G.H.T 起き）
  - 作詞、作曲:UNICORN/編曲:大西省吾
11. 狼煙（NOROSHI）
  - 作詞:高木誠司/作曲、編曲:Peach
    - 電影『臥底型警之香港狂騷曲』主題曲
12. 青春的全部（青春のすべて）
  - 作詞、作曲:水野良樹/編曲:本間昭光
13. 懷舊鄉愁（ノスタルジア） / 丸山隆平・安田章大・錦戶亮・大倉忠義
  - 作詞:田中秀典/作曲、編曲:蔦谷好位置

DVD
1. 「青春的全部（青春のすべて）」Music Video
2. 幕後紀錄片「懷刀」

### 初回限定盤B
CD
1. 罪與夏（罪と夏）
2. 今
3. DO NA I
4. 塗鴉BEAT（なぐりガキBEAT）
5. 迎向夢的歸途（夢への帰り道）
6. 超尺度（えげつない）
7. 展望（パノラマ）
8. Never Say Never
9. 武士頌（侍唄）
10. S.E.V.E.N 倒下　E.I.G.H.T 再起（S.E.V.E.N 転び　E.I.G.H.T 起き）
11. 狼煙（NOROSHI）
12. 青春的全部（青春のすべて）
13. Answer / 橫山裕・澀谷昴・村上信五
  - 作詞:橫山裕、澀谷昴、村上信五/作曲:澀谷昴/編曲:澀谷昴、平出悟

DVD
1. 「今」Music Video
2. 趣味影片「團員互拍幕後花絮」

### 通常盤
CD
1. 罪與夏（罪と夏）
2. 今
3. DO NA I
4. 塗鴉BEAT（なぐりガキBEAT）
5. 迎向夢的歸途（夢への帰り道）
6. 超尺度（えげつない）
7. 展望（パノラマ）
8. Never Say Never
9. 武士頌（侍唄）
10. S.E.V.E.N 倒下　E.I.G.H.T 再起（S.E.V.E.N 転び　E.I.G.H.T 起き）
11. 狼煙（NOROSHI）
12. 青春的全部（青春のすべて）
13. 活下去（生きろ）
  - 作詞、作曲、編曲:澀谷昴
14. JAM LADY
  - 作詞、作曲:安田章大/編曲:柳野裕孝
15. Traffic
  - 作詞、作曲:錦戶亮/編曲:錦戸亮、Peach